# Bugel (Kedung)
Bugel is een bestuurslaag in het regentschap Japara van de provincie Midden-Java, Indonesië. Bugel telt 7275 inwoners (volkstelling 2010).